# روستای تهی
روستای تهی از دهستان مازو در شهرستان اندیمشک استان خوزستان است که بر اساس سرشماری سال ۱۳۹۵ دارای ۲۳۰ نفر جمعیت بوده‌است.